# Piktofonogram
Piktofonogram – znak pisma składający się z elementów fonetycznych i semantycznych, często jest formą przejściową w ewolucji pisma od ideograficznego do pisma fonetycznego. Jako taki, piktofonogram jest powiązany z językiem, do zapisu którego go użyto (choć więź ta nie jest tak silna, jak w przypadku pisma fonetycznego).
Systemy pisma, w których występują piktofonogramy to:
- pismo chińskie
- Chữ nôm
- pismo Kitanów
- pismo Dżurdżenów

Kiedy chińskie piktofonogramy adaptowano do zapisu innych języków, m.in. japońskiego i koreańskiego, ze względu na różnice między nimi, znaki w dużej mierze utraciły swoją pierwotną wartość fonetyczną.